# Campyloneurus rubrituberculatus
Campyloneurus rubrituberculatus är en stekelart som beskrevs av Cameron 1911. Campyloneurus rubrituberculatus ingår i släktet Campyloneurus och familjen bracksteklar. Inga underarter finns listade.